# For vår jord
"For vår jord" ("Pela nossa Terra") foi a canção que representou a Noruega no Festival Eurovisão da Canção 1988, interpretada em língua norueguesa por Karoline Krüger. Foi a 15.ª canção a ser interpretada na noite do evento, a seguir à canção grega "Clown", interpretada por Afroditi Frida e antes da canção belga Laissez briller le soleil", interpretada por Reynaert. No final, a canção norueguesa terminou num honroso 5.º lugar, tendo recebido um total de 88 pontos.

## Autoria
A canção norueguesa tinha letra de Anita Skorgan, música de Erik Hillestad e foi orquestrada na noite do festival por Arild Stav.

## Letra
A canção é uma balada, com Krüger descrevendo uma mulher que "se encontra a guardar a nossa Terra". O personagem é descrita como sendo uma proscrita, devido aos seus pensamentos, todavia a letra sugere que a ideia da mulher em proteger o nosso planeta deveria ser partilhado mais largamente por outras pessoas.